# Avia S-199
 (janvier 2019).
Si vous disposez d'ouvrages ou d'articles de référence ou si vous connaissez des sites web de qualité traitant du thème abordé ici, merci de compléter l'article en donnant les références utiles à sa vérifiabilité et en les liant à la section « Notes et références ».
L'Avia S-199 est un avion de chasse construit après la Seconde Guerre mondiale par l'entreprise Avia, filiale de Škoda en Tchécoslovaquie, à partir des plans et des pièces hérités des Messerschmitt Bf 109 produits pour la Luftwaffe pendant l'occupation allemande. En dépit de nombreux problèmes techniques et de sa relative impopularité parmi les pilotes, le S-199 connut une certaine renommée en raison de son acquisition par l'armée de l'air israélienne naissante, par laquelle il fut utilisé lors de la guerre israélo-arabe de 1948-1949.

## Historique
En dehors de la production allemande, le Bf 109 est fabriqué dans plusieurs territoires occupés, principalement en Tchécoslovaquie où, entre 1941 et 1944, 4 147 exemplaires sortent de l’usine Avia. Après la guerre, plusieurs modèles dérivés du Bf 109 G voient le jour :
- 20 S-99 dotés d’un moteur Daimler-Benz DB 605 A1 de 1 475 ch (C.10 pour l’usine Avia).
- 2 biplaces CS-99 (C.110 pour l’usine).
- et le S-199 (ou C.210) propulsé par un Junkers Jumo 211 F de 1 300 ch, pour un total de 551 exemplaires. Ce moteur Jumo 211F, qui équipait à l'origine le bombardier Heinkel 111, avait été choisi en remplacement du DB 605 d'origine dont les Tchèques ne possédaient plus assez d'exemplaires. On ne peut pas dire que ce mariage ait été réussi. Le moteur Daimler Benz, qui équipait le "vrai" Me 109 G avait une fiabilité limitée à... 18 heures de vol de guerre. Ce fut la cruelle surprise des Suisses, qui avaient acheté une quinzaine de Me.109 G, et ont eu la douloureuse surprise d'être soumis à ce "service après vente" contraignant. Après 1945, les pays qui produisaient des Me.109 ont été contraints de rechercher une motorisation plus fiable. En Espagne, le Me.109 a volé (et longtemps) avec un moteur de Spitfire ! En Tchécoslovaquie, il fallut se résigner à adapter le moteur Jumo qui équipait le bombardier He.111. Personne n'a tenté de remettre en fabrication le DB.601, moteur de nécessité, produit dans l'urgence, et surgonflé au-delà de ce qu'on pouvait attendre d'un moteur des années trente. Le moteur Jumo n'était pas beaucoup plus fiable, l'as allemand Moelders est mort lors d'un vol de transport, à bord d'un Heinkel 111 dont les deux moteurs sont tombés en panne !

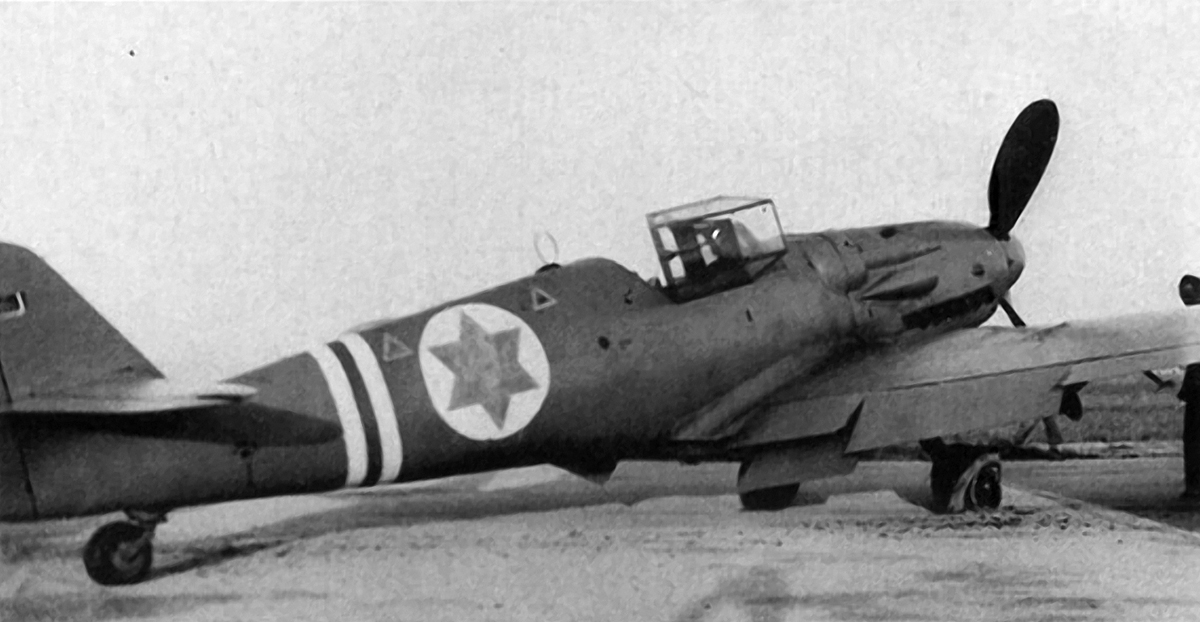
Un Avia S-199 israélien en 1948

En 1948, l’aviation israélienne achète 25 S-199 neufs (10 commandés le 23 avril, 15 autres le 20 mai) pour faire face à l’attaque générale déclenchée le 15 mai par les armées égyptienne, irakienne, jordanienne, libanaise et syrienne à la suite de la fondation, la veille, de l’État d’Israël. Un premier S-199, appelé Mezec (Mule) par les Tchèques, est livré à Israël le 20 mai, les autres suivant au compte-gouttes.
Ils sont surtout utilisés pour l’attaque au sol. Quelques-uns sont abattus par la DCA, beaucoup sont accidentés et, en janvier 1949, seuls quatre ou cinq d’entre eux sont encore en service.
L'avion était réputé d'un pilotage difficile, en particulier lors du décollage et de l'atterrissage, en raison du poids élevé de son moteur Jumo et de son énorme hélice VS11, et du couple très important généré par cet ensemble. Ses performances étaient très inférieures à celles du Bf 109 G d'origine. Par ailleurs les mécaniciens israéliens constatèrent de graves défaillances de fabrication de nombreuses pièces mécaniques, à l'origine de nombreux accidents.
Il semble bien que les seules victoires aériennes remportées par des Mezec israéliens concernent deux Dakota égyptiens, transformés en bombardiers, abattus par Mody Allon le 3 juin 1948. Ce pilote se tuera peu après dans un accident. Puis un Spitfire égyptien revendiqué par Gideon Lichtman le 7 juin 1948.
Il est à noter qu'Ezer Weizman, qui devint plus tard président d'Israël, vola sur Avia S-199.

### Développement lié
- Messerschmitt Bf 109
- Hispano Aviación 1112

### Aéronefs comparables
- Supermarine Spitfire
- Yakovlev Yak-9